# Höganloft, Kalix kommun
Karlsborgs kyrka, även kallad Höganloft, är en byggnad, tidigare kyrka, i Karlsborg som sedan 2018 ägs av Billerud och nyttjas som konferenslokal.. Vid slutet av den kyrkliga verksamheten hörde den till Nederkalix församling.

## Kyrkobyggnaden
Byggnaden är uppförd runt 1911 av Baltiska Trävaru AB. Först fungerade lokalen som en samlingslokal som sedan blev till ett sjömansläsrum när Nederkalix förening för sjömansvård bildades 1930. Då inreddes den nedre våningen av lokalen för dom. Senare vid år 1964 bildades Karlsborgs småkyrkostiftelse som efter godkännande från dåvarande Assi beslutade att göra om den övre våningen till kyrksal. Karlsborg hade vid den tidpunkten ett bönhus, men mötena där upphörde när den nya kyrkan iordningställdes. Därför flyttades korset i bönhuset till Höganloft. Nattvardssilvret till kyrkan skänktes från Karlsborgs laestadianska församling. 1966 var allt klart för att starta den kyrkliga verksamheten.
1983 skedde en större renovering av kyrksalen, och den återinvigdes samma år den 30 oktober av biskop Brännström.